# Capella de la Reina Blanca
La capella de la Reina Blanca és una capella situada al costat del Ramesseum i a l'oest del temple d'Amenhotep II, a la zona de necròpolis de l'oest de Luxor, que es diu així per un bust de Merit-Amon, germana gran i esposa de Ramsès II, que s'hi va trobar.